# ده كوسة (كوه بنج)
ده کوسة (بالفارسية: ده کوسه) هي قرية تقع في إيران في البلدة المركزية.